# Unión y Cambio
Unión y Cambio es un partido político venezolano de centro. Fue constituido en abril de 2025 por un grupo de opositores liderados por Henrique Capriles y Tomás Guanipa, posterior a su salida de Primero Justicia. 

## Historia
El 24 de abril de 2025, en un acto celebrado en el estado Zulia, se realizó el lanzamiento oficial de la tarjeta electoral de dicho movimiento político, siendo este "una opción alternativa para los que se niegan a dejar el camino de la participación".
En víspera de las elecciones parlamentarias, el movimiento estableció una alianza con un Un Nuevo Tiempo. Dicha alianza obtendría 11 escaños en la Asamblea Nacional.

## Resultados electorales

### Municipales
Obtuvo 50 alcaldías entre 9 son de la alianza UNT-UNICA, pero la mayoría son el apoyo externo de la alianza con las demás fuerzas opositoras.
| Año  | Votos       | % de votos   | Alcaldes | Concejales |
| ---- | ----------- | ------------ | -------- | ---------- |
| 2025 | por definir | \| \| 0 % \| | 50/335   | 77/2471    |
|      | 0 %         |              |          |            |

### Regionales
| Año  | Votos   | % de votos      | Gobernaciones | Legisladores Estadales |
| ---- | ------- | --------------- | ------------- | ---------------------- |
| 2025 | 285.501 | \| \| 5.18 % \| | 1/24          | 4/260                  |
|      | 5.18 %  |                 |               |                        |

### Parlamentarias
Durante las elecciones parlamentarias de 2025 logró la participación de 11 diputados a la VI Asamblea Nacional.
| Año  | Votos   | % de votos      | Diputados | +/-   |
| ---- | ------- | --------------- | --------- | ----- |
| 2025 | 285.501 | \| \| 5,18 % \| | 11/285    | Nuevo |
|      | 5,18 %  |                 |           |       |